# Tennistoernooi van Brisbane 2018
|                                          |  |                                     |
| Elina Svitolina, winnares bij de vrouwen |  | Nick Kyrgios, winnaar bij de mannen |

Het tennistoernooi van Brisbane van 2018 werd van 31 december 2017 tot en met 7 januari 2018 gespeeld op de hardcourt-buitenbanen van het Queensland Tennis Centre in Tennyson, een randgemeente van de Australische stad Brisbane. De officiële naam van het toernooi was Brisbane International.
Het toernooi bestond uit twee delen:
- WTA-toernooi van Brisbane 2018, het toernooi voor de vrouwen (31 december–6 januari)
- ATP-toernooi van Brisbane 2018, het toernooi voor de mannen (31 december–7 januari)

## Toernooikalender
| Brisbane          | dec 2017 | januari 2018 | januari 2018 | januari 2018 | januari 2018 | januari 2018 | januari 2018 | januari 2018 |
| Brisbane          | zon 31   | maa 1        | din 2        | woe 3        | don 4        | vrĳ 5        | zat 6        | zon 7        |
| ----------------- | -------- | ------------ | ------------ | ------------ | ------------ | ------------ | ------------ | ------------ |
| vrouwenenkelspel  | 1e ronde | 1e ronde     | 2e ronde     | 2e ronde     | kwartfinale  | halve finale | finale       |              |
| vrouwendubbelspel | 1e ronde | 1e ronde     | 1e ronde     | 2e ronde     | 2e ronde     | halve finale | finale       |              |
| mannenenkelspel   | 1e ronde | 1e ronde     | 1e ronde     | 2e ronde     | 2e ronde     | kwartfinale  | halve finale | finale       |
| mannendubbelspel  | 1e ronde | 1e ronde     | 1e ronde     | 2e ronde     | 2e ronde     |              | halve finale | finale       |

ATP-toernooi van Brisbane – WTA-toernooi van Brisbane

2009 · 2010 · 2011 · 2012 · 2013 · 2014 · 2015 · 2016 · 2017 · 2018 · 2019 · 2020 · 2021–2023 · 2024 · 2025